# Rick Bartolucci
Pour les articles homonymes, voir Bartolucci.
Rick Bartolucci, né le 10 octobre 1943 à Sudbury en Ontario, est un homme politique canadien. Il est élu à l'Assemblée législative de l'Ontario lors de l'élection ontarienne de 1995, sous la bannière du Parti libéral de l'Ontario dans la circonscription électorale de Sudbury. Le 7 février 2013, il annonce qu'il ne se représentera pas à l'élection de 2014 et qu'il renoncera au portefeuille du Développement du Nord et des Mines, pour consacrer davantage de temps avec sa famille.

## Politique municipale
Il a été conseiller municipal Sudbury de 1972 à 1982, puis de nouveau de 1985 à 1991.